# 悦楽の学園
『悦楽の学園』（えつらくのがくえん）は、シーズウェアが製作したパソコン向けの18禁美少女ゲーム/アドベンチャーゲーム、およびそれを原作とした小説作品である。

## 概要
1994年にPC-9801VM以降の機種をプラットフォームとしてリリースされたのが初出。略称は悦学。キャッチコピーは「欲望渦巻く、甘く危険な美少女たち」。
その後、内容は原作そのままの完全移植作であるPC-9821シリーズ/FM TOWNS版（以下TOWNS版）、新たに音声を追加してCD-ROMに収録したWindows 95版（以下Win95版）、そのWin95版をDVD-ROMに収録したEVE同梱版（EVE burst error#EVEを参照）、音声が排除されたWin95版のダウンロード販売版（以下Win95DL版）などがそれぞれリリースされた。
本作から約1年半後の1995年にリリースされた『EVE burst error』で高い評価を得る剣乃ゆきひろ（当時）が手掛けた自身2作品目にあたるアダルトゲームの世界観が共通していることから「EVEシリーズの静かなる序章」とも称されている。
ゲーム自体は「コマンド総当たり方式」で進められ、基本3から4種類で用意される選択肢を手当たり次第に読み進めていき、新たな文章や登場人物との会話が起こったら「職員室」へ戻って「考える」を実行するなどの行動を取れば、大抵のフラグは立っていく展開になっている。
アダルトシーンにBDSMやレズビアンなどの演出が多いのが特徴で、物語のテーマには薬物依存症や人身売買などが取り入れられている。
メディアミックスとしては、夏井瑶子によって小説化もされた（#悦楽の学園 (小説)を参照）。
なお、当記事でゲーム版の劇中テキスト（台詞）から引用している記述には、出典にもなり得るため、〔ママ〕で二点リーダー（‥）を用いている。

## ストーリー・設定

### ストーリー
私立「雨宮学園」。名門で男子禁制の花園でもあるその学園では、女子生徒の謎の失踪が相次いでいた。
日本教育監視機構、通称「JES」は、そういった閉鎖的な学校という場所における事件の早期解決のために発足した政府直属の諜報機関であり、そのエージェントである佐久間裕一は、表向きは単なる家出と扱われていた真相を探るべく、連絡が途絶えた同僚の女性捜査員の代わりとして雨宮学園に教諭として潜入するのだった。

### 設定
日本教育監視機構裕一たちが捜査員として属している組織。通称「JES」(Japan Educational Superintendence-organization)。教育機関で起こる事件は大抵の場合、被疑者が未成年であるため、警察の介入は困難だった。この問題を解決するために作られたのが教育監視機構である。専従の捜査員を派遣し、教育委員会および警察と共に事件の解決にあたる。『EVE burst error』にもほぼそのままの設定で登場している。
雨宮学園郊外の丘陵地にある広大な敷地に建てられた中高一貫教育による私立の名門女子校。制服は白色のシャツ、赤系のネクタイ、紺色系 のブレザーとプリーツスカートで構成されたデザイン。小説版では青系のダブルのブレザー、赤系の蝶結びのリボン、マゼンタ系のタータンスカートに変更されており、この制服の表紙イラストが後にWin95版のカバーアートに転用されている。進学・就職率はトップクラスを誇り、「厳粛と清澄」「すべてに高いグレードを」などをモットーに掲げている。施設にはドーム状の屋根を備えた屋外温水プール場や複数の体育館（劇中では第1のみ登場）などを有している。小説版では屋内プールもあり、キリスト教主義学校でもあることから礼拝堂も存在する。その裏の顔は、女生徒を「コンパニオン」と称して政財界の実力者の男たちに「プレゼント」（斡旋）する、人身売買ともいえる闇業者の1つだった。エピローグにてJESにも利用者がいたことが判明し、身内の腐敗と氷山の一角に過ぎないことを匂わせていた。
催淫剤飯島静香が最高傑作と自負する媚薬。錠剤なら1粒、液体なら5 cm3 で女性を狂わす快楽作用があるが、男性の場合は頭痛の副作用があり連続投与はできない。裕一によれば麻薬や覚醒剤とは似て非なるもので、その方面からの摘発などは出来ないと断念していた。JESによって成分が99%解析されてからは解毒剤が開発された。静香や淑子にとっては、人並みの幸せで老いていくだけの将来に不満があった女生徒たち自らが望んで溺れていっただけで、そのしがらみから解放させるためのきっかけに過ぎないと主張していた。

## 登場人物
Win95版からは脇役含むほぼ全ての人物に声が追加されたが、後発のダウンロード販売版では排除されている。なお、配役は全て非公開で、松乃と氷室役もEVEシリーズとは別人である。しかし、『EVE burst error』の1年後を描いた『EVE rebirth terror』では『悦楽の学園』の設定を引き継いでおり同一人物として扱われている。

### 日本教育監視機構の人物
佐久間 裕一（さくま ゆういち）主人公でJESのエージェント。生物学の教諭を装って雨宮学園に潜入する。推定24歳。捜査員らしからぬおっちょこちょいな性格で失言も多く、松乃広美に一目ぼれしてからは会うたびに「いいなぁ、あれ。」と呟いたり、淑子に「スリーサイズを教えて下さい。」と唐突に尋ねたりするなど、思ったことをすぐに口に出してしまうのは大きな欠点だと自覚している。また、淫らな妄想に耽って「‥‥‥‥はっ!」と我に返ることも多々ある。罠にはまり催淫剤を服用させられ静香と肉体関係を持ってしまった裕一は、続けざまに淑子、陽子、小百合とも事に及んでしまい術中に落ちていくが、典子、早由利、松乃からの助言、由美、氷室、恵の協力などもあって最終的には事件を解決するに至る。結末を見届けた後、松乃から正式に交際を申し込む内容と思しき手紙を渡され、次の任務に向かった。#OAB, p. 57では劇中でのオールバックではない髪型の素顔が確認でき、設定上では丸レンズの伊達眼鏡をかけ、白衣も着ていることになっている。: 『EVE burst error』にて、松乃を通して間接的に後年の姿（研修と仕事でアメリカへ飛ばされた）が語られている。小説版では化学の教諭で、25歳、血液型B。由美、クリスティナ、典子、静香、陽子、由美、松乃、早由利という流れで肉体関係を持つが、淑子、小百合とは一線を越えなかった。また囚われの身にもならず、小百合を改心させるきっかけが理事長室での1対1による尻叩き説教になっている。: 『EVE burst error』の1年後を描いた『EVE rebirth terror』で再登場する。JESのエージェントなのは変わらず。オールバックではない髪型で丸レンズの伊達眼鏡をかけ白衣を着て保険医を装い、氷室恭子と入れ違いでエール外国人学校に潜入している。とあるきっかけで同僚だった氷室恭子と再会。その際「雨宮学園の事件以来だな」と発言している。
氷室 恭子（ひむろ きょうこ）高等科に通う3年8組の女生徒。ポニーテールの髪型が特徴（エピローグでは赤いリボンを解いたロングヘア）で、裕一曰く「可愛いというより冷たい美人で、17歳でも25歳でも納得できる」人物。裕一の前に現れては苦言を呈していたが、その正体は裕一よりも前から調査のため潜入していたJESのエージェントで、2つ年上の推定26歳。裕一を囮とする上司の指示通りに捜査を進めていた。しかし単独かつ秘密にしていたことが仇となって一時的に囚われ、静香からの拷問でSMプレイを強要され、通常の10倍という媚薬の大量投与による発狂を迫られるが、松乃から真相を聞いた裕一の助けによって難を逃れる（このさい、傍観していなければもっと早く助けられたはずだと知ったため、鼻血を出させるほどのパンチをお見舞いしつつ謝罪させた）。その後は裕一とコンビを組み淑子を追い詰めるが、小百合から銃弾を浴び負傷するも一命はとりとめ事件も解決し、新たな任務に就くため恵と共に去っていった。: 再登場する『EVE burst error』での後年の姿はEVEシリーズの登場人物#レギュラー・準レギュラーを参照。小説版では2年生で、実年齢は26歳。髪色が赤で、裕一からは「スケ番」と称される。顛末はほぼそのままだが、裕一を殴るシーンは無く、小百合にも撃たれない。: 『EVE burst error』の1年後を描いた『EVE rebirth terror』でも再登場する。JESを退職し私立探偵となり天城小次郎の優秀な部下として勤務している。とあるきっかけで同僚だった佐久間裕一と再会。その際「何年か前、大きな事件を一緒に追ったことがあるわ」と思い出す。
佐々木 恵（ささき めぐみ）裕一が赴任する前に学園にいた教諭。推定24歳。正体は裕一の前任者にあたるJESのエージェントだったが、突如連絡が途絶えたことで裕一が後任に選ばれ行方を探そうとしていた。しかし、すでに恵は淑子らの罠に嵌って薬漬けにされた上に性奴隷にされて言いなりになっており、1度は裕一を裏切るも、最終的には身を呈して裕一を助け、体調も健常に戻り氷室とも和解して仲良くスポーツカーに乗り次の任務に向かった。小説版では年齢が25歳で、裏切るシーンが無く薬漬けにもなっておらず、裕一と氷室が捜査している間に性奴隷として送られた家々の男たちを逆にいなして人身売買の証拠を掴み、最後に裕一たちと合流し結末を見届ける。: 『EVE burst error』の1年後を描いた『EVE rebirth terror』で間接的に再登場する。JESのエージェントなのは変わらず。カナダの学校に潜入している。氷室恭子とは親密になっており氷室がJESを退職した後でも連絡を取り合っている。
由美（ゆみ）JESの秘書兼連絡員。裕一とは恋人未満セックスフレンド以上のような関係で、薬の分析結果を届けに学園に訪れたさいは道路脇に駐車していた車に裕一を誘い情事に及んだ。小説版でもほぼそのままだが関係は恋人と明言され、新宿の高層ビルが見えるいずこかの部屋での情事が冒頭に追加されている。
部長（ぶちょう）裕一たちの上司。美人で知られ、裕一も以前から深い関係になりたいという下心があり、松乃と愛しあった後もまだ未練が残っていた。エピローグにて休暇をとり彼氏と婚前旅行に出掛けたらしい。小説版では冒頭で触れられる程度。『EVE burst error』に登場するキャラクターの甲野も「美人なのよ」と述べている。: 『EVE burst error』の1年後を描いた『EVE rebirth terror』で間接的に再登場する。役職は変わらずだが産休で職場に復帰していない。生まれた赤ん坊の写真を部下たちに見せており佐久間裕一から「めちゃめちゃ可愛いぞ」と絶賛されている。

### 雨宮学園の人物
松乃 広美（まつの ひろみ）ヒロインで雨宮学園に通う高等科 2年生 の生徒。推定17歳。印象的には清楚かつ淑やかだが、会話術に優れ自己主張もするタイプであり、佐久間裕一とすぐに打ち解け裕一も一目ぼれする。部活は水泳部に所属しており、裕一曰く「身体つきはスポーティ」。好きな場所は屋上。読書は嫌いじゃないが絵は下手。実は裕一が潜入捜査するきっかけとなった恵の失踪に深く関わっており、ある日偶然、淑子と静香の密談を盗み聞きしてしまったところを小百合に見つかってしまい、脅されて3回の売春を強要させられた後、恵を薬漬けにする計画を手伝わされた罪悪感から誰にも相談できなくなり、以降は陽子によるボンデージ責めや暴力などのいじめを受けていた被害者だった。悩んだ末に心を許せる裕一と肉体関係になった松乃は真相を話す決意を固めるが、小百合たちに囚われピアッシングなどの過酷なSMプレイを強要されるも裕一を助け、事件解決に導いた。: 再登場する『EVE burst error』での後年の姿はEVE burst error#登場人物を参照。小説版では17または18歳 の3年生で、裕一と屋上で結ばれるまではほぼ同じだが素性と結末が一変しており、淑子が望んでいなかった結果の子供で小百合の異父姉にあたる。叔母の家で育ったが11歳頃に叔父に凌辱され、それからは何人もの他人の家に贈られて弄ばれていた凄惨な過去があり、自身すらも呪い雨宮の血族もろとも地獄に送るべくスキャンダラスな自分の存在をネタに、今では地位と名誉を手にしている母の淑子を脅し、事件が暴かれれば重罪は免れない少女売買という犯罪を主導させていた黒幕であり、最期は裕一の説得を断り「ありがとう」と言い遺して拳銃自殺する。: 『EVE burst error』の1年後を描いた『EVE rebirth terror』でも間接的に再登場する。JESのエージェント佐久間裕一とは結婚を約束している。任務で日本に戻ってきた佐久間裕一と入れ違いでアメリカに留学している。
雨宮 淑子（あまみや としこ）私立雨宮学園の第8代目理事長で、小百合の母親。一連の事件の黒幕であり、最終的には全てを知った裕一を殺すべく小百合に射殺を命じるが、誤射で額を撃ち抜かれるというかたちで死亡した。小説版では39歳、学園のオールドガールでT女子大英学部卒。代議士の夫とは別居中。また一部の役割（台詞）がオリジナルキャラの学長・岩藤剛三となっている。顛末も一変しており、21歳頃に見知らぬ男からの望まぬ結果と敬虔なクリスチャンだった父の強制で松乃の母となった過去があり、男性不信となってからは溺愛する小百合の貞操を守るため肛虐癖を仕込み、夜な夜な岩藤を標的とし調教していた。そして保身のため少女売買を行い典子を殺害したが、最終的には逮捕された。
雨宮 小百合（あまみや さゆり）高等科に通う3年生で淑子の娘。新体操部の部長で、生徒会長も務める。おかっぱ（姫カット）の髪型が特徴（部活時は後ろ髪をシニヨンにしている）。陽子と行動を共にし、屋上での行為を盗み見た裕一は、陽子に対して指示をしていたことから小百合をS寄りのタイプだと思っていた。他人の行為で興奮する質で、過去の海外留学時の性体験で仕込まれた肛虐を好み、母親とも前戯に及んでいた。示し合わせたかのように裕一の情事の現場に現れ、遂にはそれをネタに裕一を脅し陽子と自分との肉体関係を強要。学園の理事長のみならず女子生徒、しかも実の娘にまで手を出したと責め裕一を支配下に置こうとしたが、従順だったはずの松乃の機転で拘束を解かれた裕一は典子から教えられていたマゾヒズムの本質を自覚させるため容赦のない平手打ちで反撃。これにより上下関係が逆転し、されるがまま処女喪失の相手ともなったことで心情に変化が生じ、裕一に異性としての愛情を抱くようになる。事件の真相が知られてしまい、淑子が追い詰められると拳銃（コルト・ガバメントM1911A1）を持って裕一たちの前に現れるが、母からの射殺命令を拒否して裕一を助け仲間になるよう氷室を撃ってまで懇願するが、最終的には淑子を誤って銃殺、陽子ともども女子少年院に送致される罰を受けた。小説版では2年生で、松乃の異父妹でもあるため顛末が大きく異なっており、裕一から折檻を受けたことで過去に縛られる淑子を説得し「やり直させて」と母娘2人での逃亡を見逃してくれるよう懇願したのが最後の姿で、エピローグで逮捕された淑子とは違い事後は語られないまま終わった。ヒロインの松乃と共にボックスアートなどでイメージキャラクターを務めている。デザインを担当したやさまたしやみがお気に入り（特に上述部活時のレオタード姿）と答えたキャラでもある。
飯島 静香（いいじま しずか）推定100センチメートルにも達しそうな豊満なバストとグラマーな肢体を誇る養護教諭。小説版でもほぼそのままだが、裕一より佐々倉の方が良いと情事に耽るシーンがある。
河野 陽子（かわの ようこ）屋上で小百合とペッティングに耽っていた高等科の3年生で、茶髪のバンチェスの髪型が特徴。新体操部所属。後日に具合が悪そうな姿を見掛けて保健室に運び介抱しようとするが、この時に鬼気迫る形相で戸棚から貪り飲んでいた錠剤が後に催淫剤と判明する。小百合から「裕一としなさい」と言われれば躊躇いもせず身体を任せるほどの主従関係になっていたが、最終的には小百合ともども刑罰を受けた。小説版でもほぼそのままだが学年は1年生で、小百合との最初の情事が礼拝堂の屋上、松乃へのいじめが無い、裕一との行為が体育館のみで以降は登場しない、といった違いがある。
水上 早由利（みずかみ さゆり）高等科1年生。裕一曰く「ボーイッシュで胸の大きな眼鏡っ娘」で、自身を「ボク」と称するショートカットの女生徒。自分の早由利という名前を嫌っている。「服装が男物なら少年と間違える」とも言われた中性的な雰囲気を持つが、身体つきは歳不相応でグラマーかつ推定90センチメートルの巨乳を誇るのがアンバランスで、初対面時から裕一に激しい敵意を向け松乃との接触を止めるよう忠告し、裕一の方も「男みたいな巨乳チビ」「性格ブス」などと罵倒したり、松乃と会う度に近くに早由利がいないか警戒するようになっていた。その理由は先輩である松乃に好意を抱いていたレズビアンだったためで、告白するも断られてしまう（松乃本人は「彼女とは誤解がある」と裕一に説明していた）。程無くして屋上で裕一と松乃が結ばれたことを知ると、夜の屋上でナイフを持ち裕一に松乃と別れるよう迫る。しかし裕一と一緒の時の松乃の笑顔が全ての答えだと自覚してもおり、その愛情は倒錯し代替として無理矢理裕一との情事に及ぶが、初めての男性ともなった裕一が優しく徹したことで気持ちは変わり、異性として好意をもてた裕一に松乃の力になってあげてと告げて送り出した。小説版でもほぼそのままとなっている。
振間 典子（ふるま のりこ）高等科に通う1年3組の生徒で、体育館でバレーボールの部活動に励んでいる。裕一にとってはブルマーを連想させる少女。見た目通りの幼く無邪気な性格で、平仮名にこだわる癖があり、自身を「のりこちゃん」と呼ばせ、裕一を「せんせー」と呼ぶ。先輩の小百合たちが用具室など裏で淫らな行為をしていたことは分かっていたが、波風を立てまいと見て見ぬ振りをしていた。とはいえ性欲はそれなりにあり同級生からバカにされるのを嫌って初体験は済ませており、次の相手として裕一のことを気に入ったため小百合に弱みを握られていたことをネタにして迫り、見返りとして裕一と肉体関係を持つ。このさいに教えた小百合の情報が後に裕一の大きな助けとなった。小説版では3年生 で、水泳部所属、愛称が「のりピー」。また顛末も大きく異なっており、松乃と仲が良く2人で裕一と打ち解ける。ほどなくして恵の情報を個人的に教える見返りでデートを要求し夜のプールへ誘い、クリスティナとの情事を見ていたことをネタにして迫り肉体関係を持つ。事後、裕一に女生徒の転校や理事長室にまつわる噂などを話すが、トイレのために裕一から離れた間に淑子によってナイフで刺殺されてしまう。設定資料集付録描き下ろしポスターのキャラクターとして選ばれている。

### 小説版の人物
佐藤淑子の父である第7代目理事長の頃から勤務している風紀担当の老女教諭。敬虔なクリスチャンで、「オババ」と呼ぶ佐久間裕一を説教した。ゲーム版で松乃広美から語られた口紅と佐々木恵の一件での無名の教諭と同一人物なのかは不詳。
岩藤 剛三学長を務める中年男。54歳。マゾであり雨宮淑子にとっての加虐対象。
クリスティナ裕一曰く「チャーミングで少女のよう」な修道女で、クリスチャン・ネームであり本名は不明。22歳。佐藤に叱られて懺悔のために訪れた礼拝堂で知り合う。裕一に礼拝堂を案内している最中に小百合と陽子の情事を目の当たりにし、その様子に当てられて3年振りとなる事に及んでしまい、以後も良い仲になる。
佐々倉数学の男性教諭で、飯島静香の夜の相手となっている。

## BGM
登場人物との会話が無い背景のみの場面で流れるBGMについては、場所名がほぼそのまま曲名となっている（職員室、保健室、など）。
| 曲名                               | 使用場面                                     | 備考                             |
| ---------------------------------- | -------------------------------------------- | -------------------------------- |
| 悦楽の学園                         | オープニングデモ                             |                                  |
| MENU                               | メニュー画面                                 |                                  |
| ミステリートラベル（オープニング） | 冒頭の校門前                                 |                                  |
| 松乃広美                           | 松乃のテーマ                                 |                                  |
| 真心の広美                         | 屋上での松乃との情事                         |                                  |
| 広美の告白                         | プール場での松乃                             |                                  |
| 雨宮淑子                           | 淑子のテーマ                                 | 「松乃広美」のメロディーアレンジ |
| 校内の様子                         | 学園内移動時                                 |                                  |
| 夢幻                               | 屋上での小百合と陽子                         |                                  |
| 諜計                               | 早由利・小百合・静香のテーマ                 | 「松乃広美」のメロディーアレンジ |
| 夜のしじま                         | 夜の屋上                                     |                                  |
| 純愛とナイフ                       | 早由利との情事                               |                                  |
| 氷室恭子                           | 氷室のテーマ                                 |                                  |
| 振間典子                           | 典子のテーマ                                 |                                  |
| 純真                               | 典子との情事                                 |                                  |
| 霞んだ日常                         | 保健室での陽子との情事                       |                                  |
| アバンチュール                     | 淑子との情事                                 |                                  |
| 密事                               | 更衣室での陽子と松乃                         |                                  |
| 水面下                             | 淑子と小百合の情事                           |                                  |
| 弱味                               | 体育館での陽子との情事                       |                                  |
| 連絡員 由美                        | 由美のテーマ                                 |                                  |
| 性奴                               | プール場での陽子と松乃                       |                                  |
| 淫虐                               | 保健室での氷室と静香                         |                                  |
| 乱闘                               | 裕一と静香の対決                             |                                  |
| 終局                               | 裕一・氷室・淑子・恵・小百合によるフィナーレ |                                  |
| 名残                               | エピローグでの松乃と裕一                     |                                  |
| ミステリートラベル（エンディング） | クロージングクレジット                       |                                  |

## 悦楽の学園 (小説)
ストーリー・設定に違いがあり、オリジナルキャラクターも登場するなど、ゲーム版とは似て非なるものとなっている。アドヴァタイジングスローガンは「今、初めて明かされる 学園内の秘密の情事」
主な相違点は以下の通り。
- 小説版だけの人物の存在。淑子に次ぐナンバー2的な立場である学長の中年男、冒頭の由美を除いて裕一と最初に肉体関係を持つシスター、など。
- 主人公の担当教科、女生徒の学年（先輩後輩の逆転）、数名の年齢、仲の良い関係、などが異なる。また、淑子が顕著だが特定人物の履歴や個人情報が増量されている。
- 雨宮学園の設定。制服のデザインが異なる、女子校なのは同じだがキリスト教主義学校で敷地内には礼拝堂があり僧衣をまとった修道女も通い、場所が長野県中部の高原、独身の教諭も含めての全寮制で生徒数が約1,200人、創立100年を越える、など。
- アダルトシーンに差異があり、淑子と小百合とは関係を持たず、保健室での陽子と裕一が削除されている。逆に由美とのシーンが1つ増え、オリジナルキャラのクリスティナと裕一、岩藤と淑子、佐々倉と静香が追加されている。
- 死亡するキャラが異なり結末も全く違うため、事実上の続篇にあたる『EVE burst error』との接点も無くなっている。

## 関連商品
- 『禁断の血族/悦楽の学園 設定資料集 ―OFFICIAL ART BOOK―』コンパス、1994年10月1日。ISBN 4-906407-23-4。
- 夏井瑶子『メガ・ヴィーナスノベルズ 悦楽の学園』コアマガジン、1995年10月20日。ISBN 4-87734-028-9。